# Lips Are Movin
"Lips Are Movin" là bài hát của nữ ca sĩ kiêm sáng tác nhạc người Mỹ Meghan Trainor trích từ album phòng thu đầu tay Title (2015). Bài hát do Trainor và Kevin Kadish đồng sáng tác, được Kadish sản xuất và được hãng Epic Records phát hành vào ngày 21 tháng 10 năm 2014 dưới dạng đĩa đơn thứ hai của Trainor. "Lips Are Movin" là một bài hát bubblegum pop và doo-wop; ca từ kể về một người đàn ông gian dối với bạn gái mình và phẩm chất của cô.
"Lips Are Movin" nhận được phản hồi tích cực từ các nhà phê bình, khi họ so sánh bài hát với đĩa đơn "All About That Bass" của Trainor. Đây là đĩa đơn thứ hai của Trainor đạt đến top 5 tại Úc, Anh Quốc, New Zealand và Billboard Hot 100 Hoa Kỳ.
Video âm nhạc của "Lips Are Movin" được đạo diễn bởi Philip Andelman và sản xuất bởi Hewlett-Packard. Video tái hiện những sự kiện hậu trường diễn ra trong quá trình quay hình với sự tham gia của vũ công Les Twins và Chachi Gonzales. Video phát hành ngày 19 tháng 11 năm 2014 và thu về 2.5 triệu lượt xem trên YouTube trong chưa đến 2 ngày. Video được đánh giá tích cực và được khen ngợi bởi tính hình tượng của nó. Trainor trình bày "Lips Are Movin" tại nhiều chương trình truyền hình Hoa Kỳ và chuyến lưu diễn That Bass Tour (2015).

## Định dạng và danh sách bài hát
Tải nhạc số
1. "Lips Are Movin" – 3:01

CD Đĩa đơn Đức
1. "Lips Are Movin" – 3:02
2. "Lips Are Movin" (Instrumental) - 3:02

CD Đĩa đơn Best Buy
1. "Lips Are Movin" – 3:03
2. "Lips Are Movin" (Instrumental Version) – 3:03

## Xếp hạng

### Xếp hạng tuần
| Bảng xếp hạng (2014–15)                         | Thứ hạng cao nhất |
| ----------------------------------------------- | ----------------- |
| Úc (ARIA)                                       | 3                 |
| Áo (Ö3 Austria Top 40)                          | 6                 |
| Bỉ (Ultratop 50 Flanders)                       | 33                |
| Bỉ (Ultratip Wallonia)                          | 3                 |
| Canada (Canadian Hot 100)                       | 7                 |
| Croatia (Croatian Airplay Radio Chart)          | 3                 |
| Cộng hòa Séc (Rádio Top 100)                    | 3                 |
| Cộng hòa Séc (Singles Digitál Top 100)          | 7                 |
| Đan Mạch (Tracklisten)                          | 23                |
| Pháp (SNEP)                                     | 154               |
| Trường songid là BẮT BUỘC CHO BẢNG XẾP HẠNG ĐỨC | 10                |
| Hungary (Rádiós Top 40)                         | 2                 |
| Hungary (Single Top 40)                         | 18                |
| Ireland (IRMA)                                  | 5                 |
| Nhật Bản (Japan Hot 100)                        | 60                |
| Mexico (Top 20 Ingles)                          | 3                 |
| Mexican Airplay (Billboard)                     | 12                |
| Hà Lan (Dutch Top 40)                           | 10                |
| Hà Lan (Single Top 100)                         | 14                |
| New Zealand (Recorded Music NZ)                 | 5                 |
| Na Uy (VG-lista)                                | 22                |
| Ba Lan (Polish Airplay Top 100)                 | 3                 |
| Serbia (IFPI)                                   | 30                |
| Scotland (OCC)                                  | 2                 |
| Slovakia (Rádio Top 100)                        | 9                 |
| Slovakia (Singles Digitál Top 100)              | 11                |
| South Africa (EMA)                              | 10                |
| Tây Ban Nha (PROMUSICAE)                        | 2                 |
| Thụy Điển (Sverigetopplistan)                   | 28                |
| Thụy Sĩ (Schweizer Hitparade)                   | 18                |
| Anh Quốc (OCC)                                  | 2                 |
| Hoa Kỳ Billboard Hot 100                        | 4                 |
| Hoa Kỳ Adult Contemporary (Billboard)           | 5                 |
| Hoa Kỳ Adult Pop Airplay (Billboard)            | 3                 |
| Hoa Kỳ Latin Pop Songs (Billboard)              | 36                |
| Hoa Kỳ Pop Airplay (Billboard)                  | 4                 |
| Hoa Kỳ Rhythmic (Billboard)                     | 34                |
| US (Monitor Latino)                             | 14                |
| Venezuela (Record Report)                       | 68                |
| Venezuela (Top Pop General)                     | 14                |
| Venezuela (Top Anglo)                           | 2                 |

### Xếp hạng năm
| Bảng xếp hạng (2014) | Thứ hạng |
| -------------------- | -------- |
| Australia (ARIA)     | 64       |

## Chứng nhận doanh số
| Quốc gia | Chứng nhận  | Số đơn vị/doanh số chứng nhận |
| --- | ----------- | ----------------------------- |
| Úc (ARIA) | 2× Bạch kim | 140.000^                      |
| Canada (Music Canada) | 2× Bạch kim | 160.000*                      |
| Đan Mạch (IFPI Đan Mạch) | Vàng        | 30,000^                       |
| New Zealand (RMNZ) | Bạch kim    | 15.000*                       |
| Tây Ban Nha (PROMUSICAE) | Vàng        | 20.000‡                       |
| Thụy Điển (GLF) | Vàng        | 10.000‡                       |
| Anh Quốc (BPI) | Bạc         | 200.000‡                      |
| Hoa Kỳ (RIAA) | 2× Bạch kim | 2.000.000‡                    |
| * Chứng nhận dựa theo doanh số tiêu thụ. ^ Chứng nhận dựa theo doanh số nhập hàng. ‡ Chứng nhận dựa theo doanh số tiêu thụ và phát trực tuyến. |             |                               |